# Tejupilco
Tejupilco é um município do estado de México, no México.

## Presidentes municipais
- 2006-2009: Herminio Santin Méndez
- 2009-2012: Isael Villa Villa